# Dubci
Dubci su naselje u općini Zadvarje u Splitsko-dalmatinskoj županiji u  Hrvatskoj.

## Povijest
Do teritorijalnog preustroja Hrvatske bili su u sastavu stare općine Omiš . Dubci kao samostalno naselje postoje od popisa stanovništva 2021. godine, odvajanjem od naselja Zadvarje.

## Stanovništvo
Na popisu 2021. godine Dubci nisu imali stanovnika.